# Rainald Goetz
Rainald Maria Goetz (født 24. maj 1954 i München) er en tysk forfatter.

## Liv
Rainald Goetz voksede op i München. Han studerede historie, teatervidenskab og medicin i München og i Paris. Efter et ophold på Sorbonne i efteråret 1977 skrev han ph.d.-afhandlingen Freunde og Feinde des Kaisers Domitian. Afhandlingens tilblivelse skildres i romanen Kontrolliert (1988). I 1982 påbegyndte Goetz sin ph.d.-afhandling i medicin med emnefeltet ungdomspsykiatri.
I 1976 begyndte Goetz at skrive for Süddeutsche Zeitung. I starten skrev han anmeldelser af børne- og ungdomsbøger. I 1977 udkom artikelserien Aus dem Tagebuch eines Medizinstudenten. I 1978 udkom Goetz' første litterære artikel i tidsskriftet Kursbuch. Efterfølgende skrev Goetz for TransAtlantik, musiktidsskriftet Spex og litteraturtidsskriftet Merkur.
Goetz blev berømt i 1983 under en tv-udsendelse fra Ingeborg-Bachmann-Prisen i Klagenfurt. Under oplæsningen af sit litterære bidrag skar Goetz sig i panden med et barberblad, så blodet strømmede ned over ansigt og papir. Selvom han ikke vandt prisen, hjalp begivenheden til at skabe opmærksomhed om hans forfatternavn. Den indflydelsesrige litteraturkritiker Marcel Reich-Ranicki var desuden meget begejstret for både Goetz' litteratur og litterære optræden.

## Værk
Goetz har i sit litterære værk bl.a. behandlet følgende emner: arbejdet i psykiatrien (Irre, 1983), Det Tyske Efterår (Kontrolliert), 1990'ernes techno-kultur i Tyskland (Rave, 1998, dansk 2018), erhvervslivet i Tyskland i starten af 00'erne (Johann Holtrop, 2012). Derudover har Goetz udgivet teaterstykker, dagbøger og lydbøger i samarbejde med dj'en Westbam.
Forfatteren Maxim Biller har i en artikel udpeget Goetz som en af de vigtigste forfattere i den litterære "jeg-tid", der i følge Biller kendetegner den tyske litteratur i slutningen af 90'erne og starten af 00'erne.
Goetz' litterære værk fra 80'erne og 90'erne tilskrives ofte Poplitteraturen - en bred genrebetegnelse for en del af den tyske litteratur fra 60'erne til i dag. I sin litteratur behandler han ofte emner som politik, kunst, musik, medier, massekultur. Derudover inddrager Goetz ofte filosofi og sociologi i sin skønlitteratur, særligt filosofi fra det 20. århundrede som f.eks. Frankfurterskolen og Niklas Luhmann.
I 1998 skrev Goetz en net-dagbog (ordet "blog" eksisterede ikke på det tidspunkt), der senere blev udgivet som bog med titlen Abfall für alle. Dagbogen indeholder notater, kommentarer og refleksioner over den daglige udvikling i det tyske kulturliv, sådan som Goetz oplevede det på tv og i diverse skriftlige medier i løbet af et år.
Værkerne Rave, Abfall für alle og teaterstykket Jeff Koons (opført på Betty Nansen Teatret i 2000/1) tilhører alle fem-binds-værket Heute Morgen (1998-2000).
Fra februar 2007 til juni 2008 skrev Goetz en ny blog med titlen Klage på Vanity Fairs hjemmeside. Også denne blog udkom senere på bogform, og blev ligeledes del af et flerbinds-værk: Schlucht (2007-2012).
Johann Holtrop er ligeledes del af Schlucht og er Goetz' seneste roman. Bogen handler om en tysk forretningsmands storhed og fald.
De fleste af Goetz' værker er udkommet på forlaget Suhrkamp. I anledning af hans 50. fødselsdag blev Erste internationale Rainald-Goetz-Symposium afholdt i Literaturhaus, Frankfurt am Main.
Udover over sit skønlitterære værk har Goetz sammen med Oliver Lieb og Stevie B-Zet udgivet albummet Word (1994): en CD med spoken word og ambient/trance-musik.

## Publikationer
- Irre. Roman. Suhrkamp, Frankfurt am Main, 1983.
- Krieg. Hirn. 2 bind. Suhrkamp, Frankfurt am Main, 1986.

- Kontrolliert. Suhrkamp, Frankfurt am Main, 1988.
- Festung (et værk i tre dele). Suhrkamp, Frankfurt am Main, 1993:

1. Festung. Stücke.
2. 1989. Materialen I–III.
3. Kronos. Berichte.

- Word. 2 Audio-CDs (med Oliver Lieb og Stevie B-Zet). Warner Music, Hamburg, 1994.
- Mix, Cuts & Skratches. Bog + Audio-CD (med WestBam). Merve, Berlin, 1997.
- Heute Morgen (et værk i fem dele). Suhrkamp, Frankfurt am Main, 1998-2000:

1. Rave. Erzählung. 1998. Dansk: Rave. Fortælling. Det Poetiske Bureau, København 2018 (marts).
2. Jeff Koons. Stück. 1998. Dansk: Betty Nansen Teatret, sæsonen 2000/1, uudgivet.
3. Dekonspiratione. 2000.
4. Celebration, 90s Nacht Pop. 1999.
5. Abfall für Alle. Roman eines Jahres. 1999.

- Heute Morgen. 2 Lyd-Cd'er, oplæst af Rainald Goetz (med WestBam). DHV, München, 2000.
- Jahrzehnt der schönen Frauen. Merve, Berlin, 2001.
- Schlucht (et værk flere dele). Suhrkamp, Frankfurt am Main, 2007-2012:

1. Klage. Weblog fra Vanity Fair. (Schlucht 1).
2. Loslabern. Bericht Herbst 2008. (Schlucht 2).
3. Loslabern. Lyd-CD.
4. Elfter September, 2010. Bilder eines Jahrzehnts. (Schlucht 4).
5. Johann Holtrop. Roman. (Schlucht 3).

## Priser
- 1983 Kranichsteiner Literaturpris
- 1988, 1993 og 2000, Mülheimer Dramatikerpreis
- 1991, Heinrich-Böll-Preis
- 1999, Else-Lasker-Schüler-Dramatikerpreis
- 2000 Wilhelm Raabe-Literaturpreis
- 2012, Berlin Literaturpreis, forbundet med Heiner Müller-Gæstelektorat ved Peter-Szondi-Institut på Freie Universität, Berlin.
- 2013, Schiller-Gedächtnispreis
- 2013, Marieluise-Fleißer-Preis
- 2015 Georg Büchner-prisen